# Pucari
Pucari so naselje v občini Kozarska Dubica, Bosna in Hercegovina. 

## Deli naselja
Kablovska, Ličani, Pucari, Pucari Donji in Pucari Gornji.

## Prebivalstvo
| Pregled števila prebivalcev po letih | Pregled števila prebivalcev po letih | Pregled števila prebivalcev po letih | Pregled števila prebivalcev po letih | Pregled števila prebivalcev po letih | Pregled števila prebivalcev po letih |
| ------------------------------------ | ------------------------------------ | ------------------------------------ | ------------------------------------ | ------------------------------------ | ------------------------------------ |
| 1948                                 | 1953                                 | 1961                                 | 1971                                 | 1981                                 | 1991                                 |
| -                                    | -                                    | -                                    | 404                                  | 331                                  | 238                                  |

| Narodna sestava prebivalstva po letih                                                                                      | Narodna sestava prebivalstva po letih                                                                                        | Narodna sestava prebivalstva po letih                                                                                      |
| --- | --- | --- |
| 1971 | 1981 | 1991 |
| . skupaj: 404 Srbi 396 (98,01 %) Muslimani 5 (1,23 %) Hrvati 1 (0,24 %) Jugoslovani 1 (0,24 %) drugi in neznano 1 (0,24 %) | . skupaj: 331 Srbi 300 (90,63 %) Hrvati 1 (0,30 %) Muslimani 0 (0,00 %) Jugoslovani 16 (4,83 %) drugi in neznano 14 (4,22 %) | . skupaj: 238 Srbi 231 (97,05 %) Hrvati 0 (0,00 %) Muslimani 0 (0,00 %) Jugoslovani 7 (2,94 %) drugi in neznano 0 (0,00 %) |